# Alexandre Goulart
Alexandre Goulart (nacido el 24 de julio de 1976) es un exfutbolista brasileño que se desempeñaba como delantero.
Jugó para clubes como el Cruzeiro, Internacional, Boavista, Nacional, Corinthians Alagoano y Shimizu S-Pulse.

## Trayectoria

### Clubes
| Club                 | País     | Año         |
| -------------------- | -------- | ----------- |
| Cruzeiro             | Brasil   | 1997 - 1998 |
| Internacional        | Brasil   | 1999        |
| Cruzeiro             | Brasil   | 2000        |
| Boavista             | Portugal | 2000 - 2002 |
| Nacional             | Portugal | 2002 - 2006 |
| Corinthians Alagoano | Brasil   | 2006        |
| Shimizu S-Pulse      | Japón    | 2006 - 2007 |